# Przejście graniczne Kerem Szalom
Przejście graniczne Kerem Szalom (ang. Kerem Shalom Crossing; hebr. מעבר כרם שלום) – międzynarodowe izraelsko-palestyńskie drogowe przejście graniczne, położone na granicy z południowo-wschodnią częścią Strefy Gazy. W jego bezpośrednim sąsiedztwie znajduje się kibuc Kerem Szalom.
Przejście graniczne jest administrowane przez Zarząd Izraelskich Portów Lotniczych (hebr. רשות שדות התעופה בישראל; ang. Israel Airports Authority). Europejscy obserwatorzy w ramach Pomocy Unii Europejskiej Misji Granicznej Rafah (ang. European Union Border Assistance Mission Rafah – EU BAM Rafah) monitorują z terminalu pobliskie przejście graniczne Rafah, które pozostaje pod kontrolą Egipcjan.

## Informacje podstawowe
Przejście jest udostępnione jedynie dla przewozu towarów i urzędników międzynarodowych organizacji humanitarnych. Na terminalu są przeładowywane palety z pomocą humanitarną z izraelskich oraz egipskich ciężarówek na palestyńskie samochody ciężarowe, które przewożą ładunki do Strefy Gazy. Czas rozładunku i ponownego załadunku wynosi około 45 minut. Prywatne pojazdy nie mogą przejeżdżać przez to przejście graniczne. Na przejściu obowiązują surowe przepisy bezpieczeństwa, związane z licznymi zamachami terrorystycznymi dokonywanymi w tym miejscu.
Izraelskie służby bezpieczeństwa odradzają wszystkim zagranicznym turystom odwiedzanie Strefy Gazy, która znajduje się pod kontrolą palestyńskiej organizacji terrorystycznej Hamas. W okresach niepokojów rząd Izraela wydaje polecenie zamknięcia wszystkich przejść granicznych ze Strefą Gazy i obszar ten może być wówczas uznany za strefę prowadzonych działań wojskowych. Osoby pozostające na tym obszarze ryzykują porwanie, aresztowanie albo urazy i śmierć.

## Historia
20 marca 2006 przejście graniczne Kerem Szalom zostało użyte do dostarczenia ładunków pomocy humanitarnej z Egiptu do Strefy Gazy. Wielokrotnie dochodziło tutaj do przemytu materiałów niebezpiecznych, które często były ukrywane pomiędzy produktami dostarczanymi w ramach międzynarodowej pomocy humanitarnej.
Przejście było celem licznych ataków terrorystycznych przeprowadzanych przez palestyńskie organizacje terrorystyczne. Oto niektóre z nich:
- 25 czerwca 2006 palestyńscy terroryści z Hamasu przedostali się podziemnymi tunelami na izraelską stronę w rejonie przejścia granicznego Kerem Szalom. W ataku zginęło 2 izraelskich żołnierzy, a 3 zostało rannych. Uprowadzono do Strefy Gazy kaprala Gilada Szalita. W odpowiedzi, Siły Obronne Izraela wkroczyły 28 czerwca do Strefy Gazy (operacja Letni Deszcz).
- 19 kwietnia 2008 terroryści z Hamasu zdetonowali na terminalu bombę ukrytą w samochodzie-pułapce. Rannych zostało 13 izraelskich żołnierzy[4].

## Komunikacja
Z przejścia granicznego wychodzi w kierunku południowym droga nr 232 , którą dojeżdża się do drogi ekspresowej nr 10  (Kerem Szalom-Owda). Droga nr 232 wykręca następnie w kierunku wschodnim i dociera do kibucu Kerem Szalom i moszawu Jated.